# Luftpistolenschießen (Wettkampfsport)

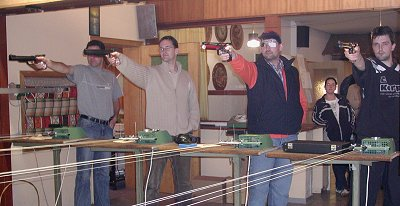
Schießen mit der Luftpistole

Das Luftpistolenschießen ist eine Schießsportart, bei der mit einer Luftpistole auf eine Schießscheibe geschossen wird. Diese kann entweder die Luft durch einen Spannhebelmechanismus, mit komprimierter Luft gefüllten Kartuschen oder aber mit CO2-Kartuschen funktionieren. Es gibt neben den Einzelladern auch fünfschüssige Luftpistolen. In vielen sportlichen Wettkämpfen sind jedoch nur Einzellader zugelassen. Die für das sportliche Schießen genutzten Luftpistolen haben eine maximale Energie von 7,5 Joule.
Die Regeln für das sportliche Schießen mit der Luftpistole sind in der Sportordnung des Deutschen Schützenbundes (DSB) festgelegt. Das Schießen findet grundsätzlich „stehend-freihand“ statt, d. h. die Luftpistole wird mit ausgestrecktem Arm und nur mit einer Hand gehalten. Ausnahmen hiervon gelten für Senioren (ab 51 Jahren) in der Disziplin "Luftpistole aufgelegt", siehe DSB-Sportordnung Teil 9 Regel 9.1, wobei ab 66 Jahren auch sitzend aufgelegt geschossen werden kann.

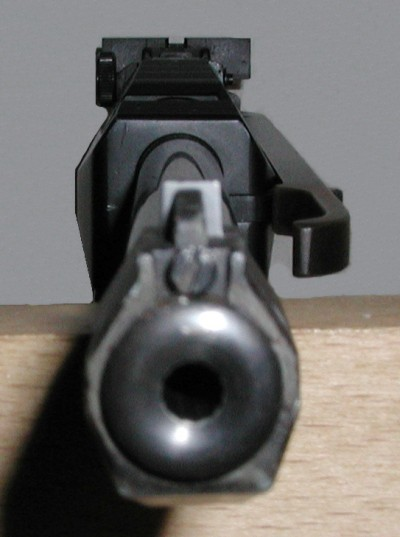
Kimme und Korn an der Luftpistole

Gezielt wird über Kimme und Korn. Die Entfernung zur Scheibe beträgt wie beim Luftgewehrschießen 10 Meter. Die Ringe 1–9 sind jeweils 8 Millimeter breit, aber der Zehner-Ring hat einen Durchmesser von 11,5 Millimetern. Um den Abzug auszulösen, muss ein Gewicht von mindestens 500 Gramm überwunden werden.
Ein Wettkampf beim Deutschen Schützenbund besteht aus 40 bzw. 60 Schuss Wertung (Disziplin "Luftpistole aufgelegt": 30 Schuss). Vor den für den Wettkampf zu wertenden dürfen beliebig viele Probeschüsse abgegeben werden, aber innerhalb der Schießzeit von 75 Minuten bei 40 Schuss bzw. 105 Minuten bei 60 Schuss (bei elektronische Wertung je 20 Schuss 5 Minuten weniger), bei höheren Wettkämpfen erfolgen die Probeschüsse in der Vorbereitungszeit, die Schießzeit reduziert sich um 15 Minuten. Bei der Schülerklasse wird ein reduziertes Programm mit 20 Schuss Wertung geschossen, die Schießzeit beträgt hier 45 Minuten. 
Es bestehen kaum Kleidungsvorschriften, allerdings ist stützende Spezialkleidung (wie sie bei Gewehrdisziplinen üblich ist) nicht erlaubt. Es ist auch verboten, mit Schuhen zu schießen, die über die Knöchel reichen. Augenabdeckungen dürfen maximal 30 mm breit sein, seitliche Blenden maximal 40 mm hoch und nur bis auf die Höhe der Stirn reichen.